# Sixty Six to Timbuktu
Sixty Six to Timbuktu – dwupłytowy album kompilacyjny zawierający najlepsze utwory z repertuaru Roberta Planta, od roku 1966 po nagranie na żywo na festiwalu Festival in the Desert w Mali. Album ten został wydany w roku 2003. Na pierwszej płycie można znaleźć jego najsłynniejsze utwory, natomiast na drugiej – rzadko spotykane rarytasy. 

## Spis utworów

### Dysk I
1. „Tie Dye on the Highway” (Chris Blackwell, Robert Plant) – 5:09
2. „Upside Down” (David Barratt, Phil Johnstone) – 4:10
3. „Promised Land” (Johnstone, Plant) – 4:59
4. „Tall Cool One” (Johnstone, Plant) – 4:37
5. „Dirt in a Hole” (Justin Adams, John Baggot, Clive Deamer, Charlie Jones, Robert Plant, Porl Thompson) – 4:44
6. „Calling to You” (Blackwell, Plant) – 5:49
7. „29 Palms” (Blackwell, Doug Boyle, Johnstone, Jones, Plant) – 4:51
8. „If I Were a Carpenter” (Tim Hardin) – 3:47
9. „Sea of Love” (Phillip Baptiste, George Khoury) – 3:04
10. „Darkness, Darkness” (Jesse Colin Young) – 5:03
11. „Big Log” (Robbie Blunt, Plant, Jezz Woodroffe) – 5:03
12. „Ship of Fools” (Johnstone, Plant) – 4:58
13. „I Believe” (Johnstone, Plant) – 4:54
14. „Little By Little” (Plant, Woodroffe) – 4:41
15. „Heaven Knows” (David Barratt, Phil Johnstone) – 4:04
16. „Song to the Siren” (Larry Beckett, Tim Buckley) – 4:06

### Dysk II
1. „You'd Better Run” (Eddie Brigati, Felix Cavaliere) – 2:29
2. „Our Song” (Umberto Bindi, Franco Califano, Nisa, Clarke) – 2:31
3. „Hey Joe (Demo Version)” (William Roberts) – 4:58
4. „For What It's Worth (Demo Version)” (Stephen Stills) – 3:30
5. „Operator” (Alexis Korner, Steve Miller, Plant)  – 4:36
6. „Road to the Sun” (Barriemore Barlow, Robbie Blunt, Phil Collins, Paul Martinez, Plant, Woodroffe) – 5:35
7. „Philadelphia Baby” (Charlie Rich) – 2:13
8. „Red Is for Danger” (Robin George) – 3:38
9. „Let's Have a Party” (Jessie Mae Robinson) – 3:40
10. „Hey Jayne” (Jones, Plant) – 5:23
11. „Louie, Louie” (Richard Berry) – 2:52
12. „Naked if I Want To” (Jerry Miller) – 0:46
13. „21 Years” (Plant, Rainer Ptacek) – 3:30
14. „If It's Really Got to Be This Way” (Arthur Alexander, Donnie Fritts, Gary Nicholson) – 3:59
15. „Rude World” (Ptacek) – 3:45
16. „Little Hands” (Skip Spence) – 4:19
17. „Life Begin Again” (Simon Emmerson, Iarla Ó Lionáird, Mass, James McNally, Martin Russell) – 6:19
18. „Let the Boogie Woogie Roll” (Ahmet Ertegün, Jerry Wexler) – 2:36
19. „Win My Train Fare Home (Live)” (Adams, Baggott, Dreamer, Jones, Plant, Thompson) – 6:15